# Reggenza di Bangka Centrale
La reggenza di Bangka Centrale o, in lingua indonesiana, reggenza di Bangka Tengah, è una reggenza (in indonesiano: kabupaten) dell'Indonesia, situata nella provincia di Bangka-Belitung.
Il capoluogo della reggenza è Koba.